# Liste der Werke von Anton Graff
Anton Graff (1736–1813) war ein schweizerischer Maler, der den größten Teil seines künstlerischen Lebens als sächsischer Hofmaler an der Kunstakademie Dresden wirkte. Er war ein Meister der Porträtkunst im Klassizismus des ausgehenden 18. und beginnenden 19. Jahrhunderts und wurde wegweisend für die weitere Entwicklung dieses Metiers. Graff schuf knapp zweitausend Werke, davon etwa 1250 Gemälde, dazu zahlreiche Repliken sowie mehrere hundert Zeichnungen. Vereinzelt malte er auch Landschaften.

## Werkliste
Die Liste enthält eine Auswahl seiner Werke. Es sind diejenigen aufgenommen, die in Wikipedia und deren Schwesterprojekten als gemeinfrei gekennzeichnet sind. Nicht aufgenommen sind Kopien und Stiche von Graffs Bildern, die von anderen Künstlern angefertigt wurden. Soweit die Bilder über die Website der jetzigen Eigentümer (Museen) nachweisbar sind, wurde ein Link erstellt. Die Angaben stammen aus dem Artikel Anton Graff oder aus anderen über Wikipedia erreichbaren Internetressourcen und sind ergänzt durch die Angaben aus Berckenhagen (1967) zu den jeweiligen Bildern. Geringfügige Abweichungen in den Angaben auf den Bildbeschreibungsseiten, den verlinkten Angaben der Museen und den Angaben bei Berckenhagen sind festzustellen.
Die Werke sind der Entstehungszeit nach ungefähr chronologisch geordnet, mitunter bestehen Zweifel über die genaue Entstehungszeit oder die Angaben differieren nach den Quellen.
Die Links sind auf die Einzelwerke bezogen, daher bestehen zahlreiche Mehrfachverlinkungen über die gesamte Liste.
| Bild                                                               | Titel (Entstehungszeit)                                                   | Material, Größe                               | Sammlung | Anmerkungen |
| ------------------------------------------------------------------ | ------------------------------------------------------------------------- | --------------------------------------------- | --- | --- |
|                                                                    | Selbstporträt (1765)                                                      | Öl auf Leinwand 100 × 78,5 cm                 | Gemäldegalerie Alte Meister in Dresden | Graffs Aufnahmestück als aggregiertes Mitglied an die Kunstakademie Dresden verhalf ihm zur Ernennung zum kurfürstlich sächsischen Hofmaler. |
|                                                                    | Johann Caspar Füessli (1765)                                              |                                               | | Johann Caspar Füessli, auch Füssli, (1706–1782), schweizerischer Maler und Schriftsteller, erster Biograph von Anton Graff (1770) |
|                                                                    | Salomon Gessner (1765/66)                                                 | Öl auf Leinwand 80,5 × 61 cm                  | Landesmuseum Zürich | Salomon Gessner (1730–1788), schweizerischer Dichter, Maler und Grafiker. In der rechten Hand hält Gessner ein kleines Buch, zwischen dessen Seiten der Zeigefinger geschoben ist. Mit der linken Hand, die vom rechten Unterarm verborgen wird, hält er ein Rohrinstrument (Flöte). Dies gilt als Hinweis auf seine Hirtengedichte. |
|                                                                    | Juditha Gessner-Heidegger (1765/66)                                       | Öl auf Leinwand 80,5 × 61 cm                  | Landesmuseum Zürich | Juditha Gessner (1736–1818), geborene Heidegger, Ehefrau von Salomon Gessner und Schwester des Verlegers Johann Heinrich Heidegger |
|                                                                    | Elisabeth Sulzer (1765/66)                                                | Öl auf Leinwand 100,5 × 82,5 cm               | | Elisabeth Sulzer (1732–1797), geb. Reinhart, aus Winterthur. Elisabeth Sulzer und Oskar Reinhart haben gemeinsame Vorfahren. In dessen Kunstsammlung im Museum Oskar Reinhart befinden sich auch Werke von Anton Graff. |
|                                                                    | Adolph Christian Wendler (1766)                                           | Öl auf Leinwand 75,5 × 59,5 cm                | Stadtgeschichtliches Museum Leipzig | Adolph Christian Wendler (1734–1794), Bürgermeister der Stadt Leipzig |
|                                                                    | Christian Wilhelm Ernst Dietrich (1767)                                   | Öl auf Leinwand 85,0 × 69,0 cm                | Gemäldegalerie Berlin | Christian Wilhelm Ernst Dietrich (1712–1774), deutscher Maler, Radierer und Kupferstecher. Das Halbfigurbildnis zeigt den stolzen Dresdener Galerieinspektor, Restaurator sowie den seit 1741 bestallten königlich-polnischen und kursächsischen Hofmaler im Arbeitskittel und mit legerer polnischer Kopfbedeckung, wie er anscheinend gerade von seiner Beschäftigung ablässt. Durch die untergeschlagenen Arme wurde eine distanzierte Körpersprache erzielt, welche den schwierigen Charakter des Hofmalers zumindest erahnen lässt. |
|                                                                    | Gottlieb Wilhelm Rabener (1767)                                           | Öl auf Leinwand oval 48 × 37 cm               | Schlossmuseum in Weimar | Gottlieb Wilhelm Rabener (1714–1771), deutscher Schriftsteller und Publizist |
|                                                                    | Kurfürst Friedrich August III. von Sachsen (1768)                         | Öl auf Leinwand 85,5 × 68,5 cm                | Sammlung Briner und Kern in Winterthur | Friedrich August III. von Sachsen (1750–1827), porträtiert mit dem Bruststern und dem Schulterband des Weißen Adlerordens, im Hintergrund links der rote Kurfürstenmantel und die Hermelinkappe darauf |
|                                                                    | Johann Georg von Sachsen (1768)                                           | Öl auf Leinwand 142 × 119,5 cm                | | Ritter Johann Georg von Sachsen (1704–1774), natürlicher Sohn Augusts des Starken und der Gräfin Ursula Katharina von Lubomirska, sächsischer Feldmarschall |
|                                                                    | Georg Detlev von Flemming (um 1768)                                       | Öl auf Leinwand 61 × 48,5 cm                  | | Graf Georg Detlev von Flemming (1699–1771), sächsisch-polnischer General der Artillerie, Großschatzmeister von Litauen und Großwojewode von Pommerellen. |
|                                                                    | Christian August Clodius (1769)                                           | Öl auf Leinwand 62 × 51 cm                    | | Christian August Clodius (1737–1784), deutscher Dichter und Philosoph |
|                                                                    | Maria Kunigunde von Sachsen (1769)                                        | Öl auf Leinwand 91 × 73 cm                    | | Prinzessin Maria Kunigunde von Sachsen (1740–1826), Tochter von Kurfürst Friedrich August II. von Sachsen, Fürstäbtissin der Reichsstifte Essen und Thorn |
|                                                                    | Christian Felix Weiße (1769)                                              | Öl auf Leinwand 64 × 52 cm                    | Gleimhaus in Halberstadt Replik in Kunstsammlung der Universität Leipzig                                                                            | Christian Felix Weiße (1726–1804), Schriftsteller |
|                                                                    | Christian Fürchtegott Gellert (nach 1769)                                 | Öl auf Leinwand 64,5 × 52 cm                  | Kunstsammlung der Universität Leipzig Repliken in der Gemäldegalerie Alte Meister in Dresden und in der Gemäldegalerie Berlin                       | Christian Fürchtegott Gellert (1715–1769), Schriftsteller. Das Gemälde ist eine von etwa neun Repliken jenes Porträts, das Graff 1769 für die Freundschaftsgalerie des Leipziger Verlegers Philipp Erasmus Reich malte. |
|                                                                    | Christlieb Ehregott Gellert (vor 1770)                                    | Öl auf Leinwand 80 × 60 cm                    | Sammlungen der TU Bergakademie Freiberg | Christlieb Ehregott Gellert (1713–1795), Metallurg und Mineraloge |
|                                                                    | Adam Friedrich Oeser (um 1770)                                            | Öl auf Leinwand 57 × 49 cm                    | Museum der bildenden Künste in Leipzig | Adam Friedrich Oeser (1717–1799), Maler und Bildhauer |
|                                                                    | Johanna Sophie von Fritsch (vor 1770)                                     | Öl auf Leinwand 81 × 65,5 cm                  | | Johanna Sophie Freifrau von Fritsch (1710–1777), geborene Winckler, Ehefrau von Thomas von Fritsch (1700–1775), sächsischer Staatsmann |
|                                                                    | Friedrich Wilhelm von Wedel-Jarlsberg (um 1770)                           | Öl auf Leinwand 66,5 × 54 cm                  | Schloss Frederiksborg in Hillerød | Friedrich Wilhelm von Wedel-Jarlsberg (1724–1790), dänischer Geheimrat und Schriftsteller, mit Brustkreuz des Dannebrogordens |
|                                                                    | Moses Mendelssohn (1771)                                                  | Öl auf Leinwand 65,5 × 53,5 cm                | Kunstsammlung der Universität Leipzig | Moses Mendelssohn (1729–1786), Philosoph. Mendelssohn ist als Brustbild eines reifen Mannes vorn mit etwas nach rechts gedrehtem Oberkörper dargestellt. Seine Verwachsung wird angedeutet durch die unmerklich hochgezogene rechte Schulter und die leichte, ganz selbstverständlich wirkende Neigung des Kopfes zu derselben. Mendelssohn empfand sein Bildnis als idealisiert. Das Oval wird von dunklem, lockigem und nach hinten gekämmten Haar sowie dem tief ansetzenden Kinn- und Backenbart gerahmt. |
|                                                                    | Gotthold Ephraim Lessing (1771)                                           | Öl auf Leinwand 56,7 × 47,7 cm                | Kunstsammlung der Universität Leipzig | Gotthold Ephraim Lessing (1729–1781), Dichter. Graff stellt den Dichter mit hochtoupierter gepuderter Perücke und rotem Rock dar, den Blick frontal auf den Betrachter gerichtet. Über das Bildnis soll Lessing gesagt haben: „Sehe ich denn so verteufelt freundlich aus?“ Von Graffs Hand existieren insgesamt fünf Exemplare des Motivs (Winterthur, Gotha, Mainz, Berlin, Leipzig). |
|                                                                    | Carl Gottfried von Winkler (1771)                                         | Öl auf Leinwand 75,5 × 59,5 cm                | Stadtgeschichtliches Museum Leipzig | Carl Gottfried von Winkler (1722–1790), Jurist und Bürgermeister von Leipzig |
|                                                                    | Johann Nepomuk von Schaffgotsch in Uniform (1771)                         | Öl auf Leinwand 78,5 × 64,5 cm                | Nationalmuseum in Warschau | Graf Johann Nepomuk Gotthard von Schaffgotsch (1713–1775), preußischer Geheimer Staats- und Kriegsminister, Kommendator des Malteserordens, mit Malteserkreuz |
|                                                                    | Johann Nepomuk von Schaffgotsch im Hausrock (1771)                        | Öl auf Leinwand 78,5 × 64 cm                  | Nationalmuseum in Warschau | Graf Johann Nepomuk Gotthard von Schaffgotsch (1713–1775) |
|                                                                    | Philipp Erasmus Reich (1771/1772)                                         | Öl auf Leinwand 62 × 50,7 cm                  | Kunstsammlung der Universität Leipzig | Philipp Erasmus Reich (1717–1787), Buchhändler und Verleger. 1769 beginnt Reich mit dem Aufbau einer Porträtsammlung gelehrter Zeitgenossen, die bei seinem Tod mindestens 40 Werke umfasst. Anton Graff wird mit der Mehrzahl der Bildnisse beauftragt. |
|                                                                    | Karl Wilhelm Ramler (1772)                                                | Öl auf Leinwand 65 × 53,3 cm                  | Kunstsammlung der Universität Leipzig Unvollendete Replik in der Gemäldegalerie Berlin                                                              | Karl Wilhelm Ramler (1725–1798), Dichter |
|                                                                    | Christian Ludwig von Hagedorn (1772)                                      | Öl auf Leinwand 64,3 × 52,5 cm                | Kunstsammlung der Universität Leipzig | Christian Ludwig von Hagedorn (1712–1780), Kunsttheoretiker und Diplomat |
|                                                                    | Thomas von Fritsch (1772)                                                 | Öl auf Leinwand 76 × 62 cm                    | Kunstsammlung der Universität Leipzig | Freiherr Thomas von Fritsch (1700–1775), sächsischer Staatsmann |
|                                                                    | Friedrich Anton von Heynitz (1772)                                        | Öl auf Leinwand 143 × 106,5 cm                | gilt seit dem Zweiten Weltkrieg als Kriegsverlust                                                                                                   | Friedrich Anton von Heynitz (1725–1802), sächsischer Generalbergkommissar und preußischer Oberberghauptmann und Minister, Reformator der Berliner Kunstakademie |
|                                                                    | Christian Gottlob Frege (1772)                                            | Öl auf Leinwand 122 × 597 cm                  | Stadtgeschichtliches Museum Leipzig | Christian Gottlob Frege der Ältere (1715–1781), Bankier und Ratsherr in Leipzig |
|                                                                    | Elisabetha Sophie Augusta Graff (1772)                                    | Öl auf Leinwand 58 × 48 cm                    | | Elisabetha Sophie Augusta Graff (1753–1812), geborene Sulzer, Tochter von Johann Georg Sulzer, Ehefrau von Anton Graff |
|                                                                    | Johann Jakob Engel (1773)                                                 | Öl auf Leinwand 71 × 60 cm                    | | Johann Jakob Engel (1741–1802), deutscher Schriftsteller und Philosoph |
|                                                                    | Johann August Ernesti (1773)                                              | Öl auf Leinwand 63 × 5 cm                     | Kunstsammlung der Universität Leipzig | Johann August Ernesti (1707–1781), Theologe und Philologe |
|                                                                    | Georg Joachim Zollikofer (1773)                                           | Öl auf Leinwand 63,8 × 52 cm                  | Kunstsammlung der Universität Leipzig | Georg Joachim Zollikofer (1730–1788), Theologe |
|                                                                    | Susanne Magdalene von Baudissin (1773)                                    | Öl auf Leinwand oval 67 × 54 cm               | Museumsberg Flensburg | Gräfin Susanne Magdalene Elisabeth von Baudissin (1723–1785), Ehefrau von Graf Heinrich Christoph von Baudissin (1709–1786) |
|                                                                    | Karl von Sachsen (1774)                                                   | Öl auf Leinwand auf Zinkblech oval 64 × 52 cm | Alte Nationalgalerie in Berlin | Prinz Karl von Sachsen (1733–1796), mit Schulterband und Stern des Weißen Adlerordens |
|                                                                    | Johann Georg Sulzer (1774)                                                | Öl auf Leinwand 55 × 44,5 cm                  | Gleimhaus in Halberstadt | Graffs Schwiegervater Johann Georg Sulzer (1720–1779), schweizerischer Theologe und Philosoph. Das Porträt entstand im Auftrag von Johann Wilhelm Ludwig Gleim. Das vorliegende, das in mehreren Exemplaren existiert, ist das intimste von Graffs Porträts seines Schwiegervaters und vielleicht seines umfangreichen Werkes überhaupt. Sulzer erscheint im knappen Brustbild, den Kopf fast im Profil, ohne Perücke mit kurz geschnittenem Haar. Das Kolorit ist auf ein warmes Braun beschränkt, der Oberkörper dem Gesicht in den Helligkeitswerten strikt untergeordnet. Durch die Dicke des Farbauftrags hat das Gesicht beinahe materielle Präsenz gewonnen. |
|                                                                    | Conrad Ekhof (1774)                                                       | Öl auf Leinwand 61 × 50 cm                    | | Conrad Ekhof (1720–1778), Schauspieler |
|                                                                    | Carl Wilhelm Müller (1774)                                                | Öl auf Leinwand 63 × 53 cm                    | Stadtgeschichtliches Museum Leipzig | Carl Wilhelm Müller (1728–1801), Bürgermeister der Stadt Leipzig |
|                                                                    | Johann Friedrich von und zum Stein (1774)                                 | Öl auf Leinwand 83 × 66 cm                    | | Johann Friedrich von und zum Stein (1749–1799), Offizier und Diplomat im preußischen Dienst, im Harnisch und Mantel der Deutschordensritter |
|                                                                    | Esther Charlotte Brandes (1775)                                           | Öl auf Leinwand 124 × 94 cm                   | Schloss Wahn in Köln | Die Schauspielerin Esther Charlotte Brandes (1746–1786), geborene Koch, Ehefrau von Johann Christian Brandes, in der Rolle als Ariadne auf Naxos bei den Worten: „Schreckliche Phantasie! Wie sie mein Gehirn zerwühlt!“ Variierte Kopie des verschollenen Originalporträts von 1775. Der Kupferstecher Heinrich Sintzenich (1752–1812) fertigte 1781 nach dem Originalporträt einen Kupferstich in Punktiermanier. Statt einer Felsenlandschaft mit Blick aufs Meer zeigt die Kopie im Hintergrund eine Baumlandschaft. |
|                                                                    | Gertrud Elisabeth Mara (1775)                                             | Öl auf Leinwand 58 × 48 cm                    | Klassik Stiftung Weimar | Gertrud Elisabeth Mara (1749–1833), geborene Schmeling, Opernsängerin |
|                                                                    | Heinrich XIII. Reuß zu Greiz (1775)                                       | Öl auf Leinwand 112,6 × 84,0 cm               | Neue Pinakothek in München | Heinrich XIII. Reuß zu Greiz (1747–1817), regierender Fürst Reuß zu Greiz und älterer Bruder von Heinrich XIV. Reuß zu Greiz, österreichischer Botschafter in Preußen |
|                                                                    | Heinrich Christoph von Baudissin ( um 1775)                               | Öl auf Leinwand oval 66 × 53 cm               | Museumsberg Flensburg | Graf Heinrich Christoph von Baudissin (1709–1786), kurfürstlich-sächsischer General und Gouverneur der Festung Königstein, mit Schulterband des Weißen Adlerordens |
|                                                                    | Peter August von Schönberg (1775)                                         | Öl auf Leinwand 105,3 × 83,5 cm               | Germanisches Nationalmuseum in Nürnberg | Peter August von Schönberg (1732–1791), kurfürstlich-sächsischer Hausmarschall |
|                                                                    | Töchter des Julius Vieth von Golssenau (um 1775)                          | Öl auf Leinwand                               | Staatliche Kunsthalle Karlsruhe | Töchter des Geheimen kursächsischen Kriegsrates, Zeremonienmeisters und Kunstsammlers Johann Julius von Vieth und Golßenau (1713–1784). Dargestellt sind Juliane Caroline, Edle von der Planitz (1752–1832), Sophie Juliane Elisabeth, Gräfin d'Agrollo (1748–1832) und Juliane Charlotte, Gräfin von Todtleben (1754–1840). |
|                                                                    | Kurfürstin Maria Amalie Auguste (1770/75)                                 | Öl auf Leinwand 78 × 60 cm                    | | Kurfürstin Maria Amalie Auguste (1752–1828), Tochter von Pfalzgraf Friedrich Michael von Pfalz-Birkenfeld-Bischweiler, Ehefrau von Kurfürst Friedrich August III. von Sachsen. Unvollendetes Porträt |
|                                                                    | Friederike Sophie Seyler (1775)                                           | Öl auf Leinwand oval 80,5 × 63 cm             | Kunsthalle Hamburg in Hamburg | Friederike Sophie Seyler (1737 oder 1738–1790), geb. Sparmann, Schauspielerin, in erster Ehe Friederike Sophie Hensel, in zweiter Ehe mit dem Schauspieldirektor Abel Seyler (1730–1800) verheiratet |
|                                                                    | Adam Friedrich Oeser (1776)                                               | Öl auf Leinwand 66,5 × 56 cm                  | Musée des Beaux-Arts de Strasbourg | Adam Friedrich Oeser (1717–1799), Maler und Bildhauer |
|                                                                    | Selbstbildnis im grünen Samtrock (zwischen 1767 und 1776)                 | Öl auf Leinwand 46,5 × 38,2 cm                | | |
|                                                                    | Selbstporträt (zwischen 1770 und 1780)                                    | Silberstiftzeichnung 8,8 × 7,2 cm             | Schweizerisches Institut für Kunstwissenschaft in Zürich                                                                                            | |
|                                                                    | Johann Gottlob Böhme (um 1775)                                            | Öl auf Leinwand 90 × 68 cm                    | | Johann Gottlob Böhme (1717–1780), Historiker und Rektor der Universität Leipzig |
|                                                                    | Julius Christian von Schauroth (1777)                                     | Öl auf Leinwand oval 75 × 61 cm               | | Julius Christian von Schauroth (gest. 1794), sächsischer Appellationsgerichtsrat und Domherr von Naumburg |
|                                                                    | Johanna Luise von Werthern (1777/78)                                      | Öl auf Leinwand 83 × 67 cm                    | Goethe-Haus in Frankfurt am Main | Gräfin Johanna Luise von Werthern (1752–1811), geborene Freiin vom und zum Stein, Ehefrau des sächsischen Diplomaten Jacob Friedemann von Werthern (1739–1806) |
|                                                                    | Kurfürst Friedrich August III. von Sachsen (1779)                         | Öl auf Leinwand 224 × 123 cm                  | Stadtgeschichtliches Museum Leipzig | Kurfürst Friedrich August III. von Sachsen (1750–1827) im Harnisch mit umgelegtem Hermelin–Purpurmantel und blauer Schärpe, die rechte Hand auf den Kommandostab gestützt, die linke am Degenkorb. Bei den ganzfigurigen Bildnissen der Fürsten griff Graff auf den Formenkanon Silvestres und anderer zurück. Im Bildnis des ersten sächsischen Königs hält er sich ebenfalls an diesen Kanon, vor allem hinsichtlich Pose und Ausstattung des Dargestellten. |
|                                                                    | Kurfürst Friedrich Christian von Sachsen (vor 1780)                       | Öl auf Leinwand 225 × 123 cm                  | Stadtgeschichtliches Museum Leipzig | Kurfürst Friedrich Christian von Sachsen (1722–1763) auf den Marschallstab gestützt, vor ihm steht ein Thronsessel, auf den der Hermelinmantel gebreitet ist, darauf der Kurhut. Das Bildnis zeigt kostümgeschichtliche Veränderungen: Während der traditionelle Kurmantel malerisch über den Tisch vor dem Fürsten drapiert ist, trägt er einen modischeren roten Samtrock mit Hermelinaufschlägen an den Ärmeln über einem Brustharnisch. Die Perücke ist kürzer geworden und im Nacken zusammengebunden. |
|                                                                    | Kurfürstin Maria Antonia Walpurgis von Sachsen (vor 1780)                 | Öl auf Leinwand 79 × 63 cm                    | | Kurfürstin Maria Antonia Walpurgis von Sachsen (1724–1780), Tochter des Kurfürsten Karl von Bayern, Ehefrau von Kurfürst Friedrich Christian von Sachsen (1722–1763), auch als Malerin, Komponistin und Schriftstellerin hervorgetreten |
|                                                                    | Johanna Henriette von Bestucheff-Rumin (vor 1780)                         | Öl auf Leinwand 60 × 50 cm                    | | Johanna Henriette Louise Gräfin von Bestucheff-Rumin (1717–1787), Ehefrau von Michail Graf von Bestucheff-Rumin, russischer Geheimrat und Oberhofmarschall, Stifterin des Bestucheffschen Stipendiums an der Universität Leipzig |
|                                                                    | Carl Christoph von Hoffmann und seine zweite Ehefrau Friederike (um 1780) | Öl auf Leinwand 180 × 136 cm                  | Kunstmuseum Luzern | Carl Christoph von Hoffmann (1735–1801), Kanzler der Universität Halle |
|                                                                    | Andreas von Riaucour (1780)                                               | Öl auf Leinwand 150 × 110 cm                  | | Graf Andreas von Riaucour (gest. 1794), sächsischer Gesandter am kurpfälzischen Hof |
|                                                                    | Familie des Rittmeisters Ludwig Wilhelm von Stieglitz (1780/82)           | Öl auf Leinwand 204,5 × 165,5 cm              | Museum Oskar Reinhart in Winterthur | Rittmeister Wilhelm Ludwig von Stieglitz (1736–1796) mit Ehefrau, Mutter und seinen vier Kindern |
|                                                                    | Prinz Heinrich von Preußen (um 1780)                                      | Öl auf Leinwand 73,5 × 62,5 cm                | Goethe-Haus in Frankfurt am Main | Heinrich von Preußen (1726–1802), im Harnisch mit Schulterband des Schwarzen Adlerordens. Prinz Heinrich war ein jüngerer Bruder Friedrichs II. von Preußen. Eigenhändige Replik von Anton Graff nach seiner ersten Fassung von 1777, die auf Schloss Rheinsberg entstand und den Prinzen mit schwarzer Halsbinde zeigt. |
|                                                                    | Selbstbildnis (1781)                                                      | Öl auf Leinwand 52,50 × 41,00 cm              | Gemäldegalerie Berlin | Die unvollendete Komposition ist im Geschmack des Anton van Dyck gestaltet. Es handelt sich hier um die Replik eines Gemäldes, das einst Daniel Nikolaus Chodowiecki gehörte, was dieser 1782 schriftlich bestätigte. |
|                                                                    | Friedrich der Große (1781/86)                                             | Öl auf Leinwand 350 × 286 cm                  | Schloss Sanssouci in Potsdam | Friedrich II. von Preußen (1712–1786), porträtiert im Uniformrock mit dem Bruststern des Schwarzen Adlerordens. Eine Replik des Bildes, das sich früher im Schloss Charlottenburg befand, ist in Friedrichs Sterbezimmer in Schloss Sanssouci ausgestellt. Das Originalporträt wurde 1886 auf der Berliner Jubiläumsausstellung gezeigt und gilt seit 1898 als verschollen. |
|                                                                    | Johann Georg Zimmermann (1782)                                            | Öl auf Leinwand 54 × 46 cm                    | Gemäldegalerie Berlin | Johann Georg Zimmermann (1728–1795), schweizerischer Arzt und Schriftsteller |
|                                                                    | Marie Chodowiecka (1782)                                                  | Öl auf Leinwand 71,5 × 58 cm                  | | Jeanne Marie Chodowiecka (1728–1785), geborene Barez, Ehefrau von Daniel Nikolaus Chodowiecki (1726–1801) |
|                                                                    | Georg Graff (1783)                                                        | Öl auf Leinwand 79,5 × 64,5 cm                | | Anton Graffs Sohn Georg (1777–1801) beim Spiel mit Seifenblasen. Rückseitig bezeichnet: A. Graff pinx./1783. Das Gemälde befand sich 1815 im Besitz von Salomon Hegner. |
|                                                                    | Carl Anton Graff (1783)                                                   | Öl auf Leinwand 79,5 × 64,5 cm                | | Anton Graffs Sohn Carl Anton (1774–1832), zeichnend |
|                                                                    | Johann Ludwig von Reventlow (1783)                                        | Öl auf Leinwand 71,5 × 52 cm                  | Dänisches Nationalhistorisches Museum Schloss Frederiksborg in Hillerød                                                                             | Der Philanthrop Johann Ludwig von Reventlow (1751–1801) war Besitzer von Schloss und Gut Brahetrolleborg und ein Förderer der landwirtschaftlichen Reformen und des Schulwesens. Er wurde deshalb auch der Rousseau von Dänemark genannt. |
|                                                                    | Isabella von Broizem (1783)                                               | Öl auf Leinwand                               | Alte Nationalgalerie in Berlin | Anton Graff wählte für das Bildnis der Johanna Isabella von Broizem (1748–1832), geborene Brunier de Clarefond, Gattin des aus Braunschweiger Adel stammenden Juristen Carl August Victor von Broizem, ein ovales Format. Zart lächelnd blickt die Dargestellte sinnend zur Seite. Über ihrem hochtoupierten Haar trägt sie einen Kopfschleier, ihr schmaler Oberkörper wirkt überlang. |
|                                                                    | Selbstbildnis (1783)                                                      | Kreidezeichnung 129 × 152 cm                  | | eigenhändig von Graff beschriftet: „Dreßden, den 23. Oct. 1783“ mit Unterschrift „Anton Graff“ |
|                                                                    | Henriette Crayen (um 1783)                                                | Öl auf Leinwand 62.5 × 52 cm                  | | Henriette Crayen (1755–1832), geborene Leveaux, Ehefrau des Bankiers August Wilhelm Crayen (1751–1803), preußischer Konsul in Leipzig, Salonnière |
|                                                                    | Henriette Crayen (1783/85)                                                | Öl auf Leinwand oval 72 × 58 cm               | | Henriette Crayen (1755–1832), geborene Leveaux, Ehefrau des Bankiers August Wilhelm Crayen (1751–1803), preußischer Konsul in Leipzig, Salonnière |
|                                                                    | Johann Christian von Hofenfels (1783/84)                                  | Öl auf Leinwand 149 × 110 cm                  | Stadtmuseum Zweibrücken | Entstanden 1783/84 in Dresden zusammen mit dem Gegenstück, das die Ehefrau von Johann Christian von Hofenfels, Friederike Auguste von Hofenfels, geb. Freiin von Closen auf Haydenburg, zeigt. |
|                                                                    | Elisa von der Recke (1784)                                                | Öl auf Leinwand oval 44 × 33 cm               | | Elisa von der Recke (1754–1833), Tochter des Reichsgrafen Friedrich von Medem, Schriftstellerin, Stiefschwester von Dorothea von Biron und Gönnerin von Graffs späterem Schwiegersohn Karl Ludwig Kaaz |
|                                                                    | Selbstbildnis (1784/85)                                                   | Öl auf Leinwand, doubliert 62,5 × 52,5 cm     | Kunstmuseum Winterthur Gleimhaus in Halberstadt | |
|                                                                    | Selbstporträt mit Familie (1785)                                          | Öl auf Leinwand 196 × 184 cm                  | Museum Oskar Reinhart in Winterthur | Im Hintergrund Anton Graff mit dem entstehenden Porträt seines Schwiegervaters Johann Georg Sulzer auf der Staffelei, im Vordergrund die beiden Söhne Carl Anton und Georg, der seinen Arm auf die Tischplatte stützt, um den zum Betrachter gedrehten Kopf zu halten, daneben Graffs Ehefrau Elisabetha Sophie Augusta mit dem Töchterchen Caroline Susanne. Als Auftragsarbeit für Peter von Biron ab 1786 in dessen Besitz auf Schloss Friedrichsfelde bzw. in seinem Berliner Stadtpalais, dem Palais Kurland, ab 1881 im Schloss zu Sagan. |
|                                                                    | Johann Gottfried Herder (1785)                                            | Öl auf Leinwand 52,2 × 42,5 cm                | Gleimhaus in Halberstadt | Über das Herder-Porträt schrieb Friedrich Schiller am 24. Juli 1787 an Christian Gottfried Körner: „Ich komme von Herder. Wenn Ihr sein Bild bei Graff gesehen habt, so könnt Ihr ihn Euch recht gut vorstellen, nur dass er in dem Gemälde zu viel leichte Freundlichkeit, in seinem Gesicht mehr Ernst ist (…) Über sein Bild von Graff ist er nicht sehr zufrieden. Er holte mir’s her, und ließ mich’s mit ihm vergleichen. Er sagt, dass es einem italienischen Abbé gleichsehe.“ |
|                                                                    | Michael Hieronymus Fürst Radziwiłł (1785)                                 | Öl auf Leinwand oval 65 × 49 cm               | Schloss Nieborów | Michael Hieronymus Fürst Radziwiłł (1744–1831), litauisch-polnischer Magnat und Kunstsammler |
|                                                                    | Stanisław Kostka Potocki (1785)                                           | Öl auf Leinwand oval 68,5 × 55,0 cm           | Nationalmuseum in Warschau | Graf Stanisław Kostka Potocki (1755–1821) mit dem Bruststern und dem Schulterband des Weißen Adlerordens. Das Gemälde befand sich zunächst im Potocki-Palast und ist seit 1821 im Wilanów-Palast ausgestellt, einem weiteren ehemaligen Sitz der Familie Potocki. |
|                                                                    | Jan Potocki (1785)                                                        | Öl auf Leinwand 66 × 51 cm                    | Warschauer Königsschloss | Graf Jan Potocki (1761–1815), polnischer Schriftsteller |
|                                                                    | Juliane Wilhelmine Bause (1785)                                           | Öl auf Leinwand 70 × 56 cm                    | Alte Nationalgalerie in Berlin | Juliane Wilhelmine Bause (1768–1837), Tochter des Kupferstechers Johann Friedrich Bause |
|                                                                    | Minna Körner (1785)                                                       | Öl auf Leinwand (auf Holz) 68 × 51 cm         | | Minna Körner (1762–1843), Tochter des Kupferstechers Johann Michael Stock, Malerin und Schriftstellerin, Ehefrau von Christian Gottfried Körner |
|                                                                    | Minna Körner (1785/86)                                                    | Öl auf Leinwand 69 × 56,5 cm                  | Stadtmuseum Dresden | Minna Körner (1762–1843), Tochter des Kupferstechers Johann Michael Stock, Malerin und Schriftstellerin, Ehefrau von Christian Gottfried Körner |
|                                                                    | Sara Levy (1785/86)                                                       | Silberstiftzeichnung oval 100 × 80 cm         | | Sara Levy (1761–1854), Tochter des Bankiers Daniel Itzig, Ehefrau des Bankiers Samuel Salomon Levy (1760–1806), Cembalistin und Musikaliensammlerin |
|                                                                    | Prinz Heinrich von Preußen (1786)                                         | Öl auf Leinwand 122 × 86 cm                   | Schloss Ansbach | Prinz Heinrich von Preußen (1726–1802), mit Bruststern des Schwarzen Adlerordens |
|                                                                    | Carl Adolph Gottlob von Schachmann (1786)                                 | Öl auf Leinwand 72 × 60 cm                    | | Carl Adolph Gottlob von Schachmann (1725–1789), deutscher Maler und Naturforscher |
|                                                                    | Corona Schröter (1787)                                                    | Öl auf Leinwand oval 82 × 65 cm               | Schlossmuseum in Weimar | Corona Elisabeth Wilhelmine Schröter (1751–1802), deutsche Sängerin und Schauspielerin |
|                                                                    | Selbstbildnis (1787)                                                      | Öl uaf Leinwand 76,5 × 64 cm                  | Repliken im Kunstmuseum Luzern und der Gemäldegalerie Berlin                                                                                        | |
|                                                                    | Wilhelmine von Lichtenau (1787/88)                                        | Öl auf Leinwand 73 × 56 cm                    | Berlin Museum in Berlin | Wilhelmine von Lichtenau (1752–1820), geborene Enke, Mätresse Friedrich Wilhelms II. von Preußen, im schwarzen Trauerkleid porträtiert, kurz nach dem Tod ihres gemeinsamen Sohnes Alexander von der Mark, welcher vermutlich vergiftet wurde. |
|                                                                    | Thomas Bruce, 7. Earl of Elgin (1788)                                     |                                               | in Broomhall House (Schottland) | Thomas Bruce, 7th Earl of Elgin and Kincardine (1766–1841), britischer General, in der Uniform eines Offiziers des 3. Schottischen Garderegiments. Lord Elgin war ein britischer Peer, General und Diplomat. Er wurde durch die nach ihm benannten Elgin Marbles bekannt. Das Porträt wurde auf der am 25. September 1788 eröffneten Ausstellung der Berliner Kunstakademie gezeigt. Daniel Chodowiecki beschrieb das Gemälde als einen englischen Kavalier, einen 23-jährigen Jüngling, darstellend mit einer äußerst entschlossenen Miene, einer breiten hohen Brust, breiten Schultern und schönen Lenden und Waden. Das Porträt befindet sich in Broomhall, dem Sitz der Earls of Elgin und Kincardine. |
|                                                                    | Ernst Platner (um 1789)                                                   | Öl auf Leinwand 62,5 × 52 cm                  | Gemäldegalerie Alte Meister in Dresden | Ernst Platner (1744–1818), Mediziner und Philosoph |
|                                                                    | Königin Friederike Luise (1788/89)                                        | Öl auf Leinwand (Farbskizze) 46 × 36 cm       | Schloss Charlottenburg in Berlin | Königin Friederike Luise (1751–1805), Tochter des Landgrafen Ludwig IX. von Hessen-Darmstadt, Ehefrau von König Friedrich Wilhelm II. von Preußen |
|                                                                    | Heinrich XIV. Reuß zu Greiz (1789)                                        | Öl auf Leinwand 150,5 × 99,5 cm               | Gemäldegalerie Berlin | Fürst Heinrich XIV. (1749–1799), österreichischer Gesandter in Preußen. Es handelt bei diesem Bild um eines der Kniestücke, die gemäß Anton Graffs Anstellungsvertrag (1766) am kursächsischen Hof eine höhere Entlohnung als üblich erfuhren. |
|                                                                    | Königin Elisabeth Christine in Witwentracht (1789)                        | Öl auf Leinwand 148 × 98 cm                   | Schloss Schönhausen in Berlin | Königin Elisabeth Christine von Preußen (1715–1797), Tochter von Fürst Ferdinand Albrecht II. von Braunschweig-Wolfenbüttel-Bevern, Ehefrau Friedrichs des Großen |
|                                                                    | Konstancja Rzewuska (1789)                                                |                                               | Kunstgalerie in Lwiw | Konstancja Rzewuska (1761–1840), geborene Gräfin Lubomirska |
|                                                                    | Konstancja Rzewuska (um 1790)                                             | Öl auf Leinwand oval 86 × 62 cm               | Nationalmuseum Warschau in Warschau (Wilanów-Palast)                                                                                                | Konstancja Rzewuska (1761–1840), geborene Gräfin Lubomirska |
|                                                                    | Elisa von der Recke (vor 1790)                                            | Öl auf Leinwand 136,5 × 96 cm                 | | Elisa von der Recke (1754–1833), Schriftstellerin. Gustav Parthey zur Entstehung des Porträts: „Einst hatte sie mit Goeckingk, Zollikofer und andern Notabilitäten ein Diner bei Nicolai eingenommen, und musste nachher noch an den Hof gehn. Sie hob mit der Linken die Schleppe ihres grauseidnen Kleides auf, machte mit der Rechten eine anmuthig grüßende Bewegung und sagte: ‚Nun, meine Herren, muss ich mich empfehlen.‘ Begeistert von der unbeschreiblichen Würde dieser Erscheinung, rief Goeckingk: ‚So muss Graff sie malen!‘ Diese Idee wurde später wirklich ausgeführt (…)“ Von dem Porträt gab es drei Fassungen. |
|                                                                    | Joseph Friedrich von Racknitz (1790)                                      | Öl mauf Leinwand 82,5 × 67 cm                 | Gemäldegalerie Alte Meister in Dresden | Joseph Friedrich von Racknitz (1744–1818), sächsischer Hofmarsachall, mit Johanniterkreuz |
|                                                                    | Dorothea Schlegel (etwa 1790)                                             | Öl auf Leinwand 44,2 × 37,5 cm                | Alte Nationalgalerie in Berlin | Dorothea Schlegel (1764–1839), Tochter von Moses Mendelssohn, Ehefrau von Friedrich Schlegel (1772–1829), Schriftstellerin |
|                                                                    | Graffs Frau mit Tochter Caroline (1790)                                   | Öl auf Leinwand 136 × 100 cm                  | Kunstmuseum Winterthur | 1793 stark verkleinerte Wiederholung des 1790 datierten Bildes des Winterthurer Kunstmuseums. |
|                                                                    | Friedrich Christian II. von Schleswig-Holstein (um 1790)                  | Öl auf Leinwand 71 × 57 cm                    | Dänisches Nationalhistorisches Museum Schloss Frederiksborg in Hilleröd                                                                             | Friedrich Christian II. (1765–1814), Herzog von Schleswig-Holstein-Sonderburg-Augustenburg, mit dem Bruststern des Elefanten-Ordens |
|                                                                    | Louise Auguste von Dänemark (1791)                                        | Öl auf Leinwand 197 × 118 cm                  | Schloss Rosenborg in Kopenhagen | Herzogin Louise Auguste von Dänemark (1771–1843), legitimierte Tochter von König Christian VII. von Dänemark, Ehefrau von Friedrich Christian II. von Schleswig-Holstein-Sonderburg-Augustenburg |
|                                                                    | Christoph Urbanowski (1791)                                               | Öl auf Leinwand 112 × 91 cm                   | Musee du Louvre in Paris | Graf Christoph Urbanowski (gest. 1830), polnischer Kunstsammler |
|                                                                    | Carl Friedrich Christian Fasch (nach 1790)                                | Öl auf Leinwand 52 × 42 cm                    | | Carl Friedrich Christian Fasch (1736–1800), Musiker, Komponist und Gründer der Sing-Akademie zu Berlin |
|                                                                    | Friedrich Schiller (1786–1791)                                            | Öl auf Leinwand 71 × 57 cm                    | Kügelgenhaus – Museum der Dresdner Romantik in Dresden                                                                                              | Friedrich Schiller (1759–1805), Dichter. Die Vollendung dieses Porträts dauerte von 1786 bis 1791. Das Gemälde wurde oft kopiert. Das Schillerhaus in Weimar verfügt über eine Kopie des Porträts, die von Johann Christian Xeller angefertigt wurde. Die Bezeichnungen Schillerkragen und Schillerlocke gehen auf dieses Porträt zurück. |
|                                                                    | Selbstbildnis (1790/1791)                                                 | Öl auf Eichenholz 70 × 55,8 cm                | Germanisches Nationalmuseum in Nürnberg | Graffs Selbstbildnis war ein Geschenk an Christian Gottfried Körner. |
|                                                                    | Dorothea von Kurland (1791)                                               | Öl auf Leinwand 226,5 x135,5 cm               | Nationalmuseum in Warschau | Dorothea von Biron (1761–1821), geborene von Medem, Herzogin von Kurland und Semgallen und Sagan, mit Hermelinmantel und Herzogshut zur linken Seite |
|                                                                    | Friedrich Wilhelm II. (1792)                                              | Öl auf Leinwand 76 × 61 cm                    | | Friedrich Wilhelm II. (1744–1797), König von Preußen, mit dem Bruststern des Schwarzen Adlerordens. In seinem Auftrag versuchte 1788 Minister Friedrich Anton von Heynitz Anton Graff nach Berlin abzuwerben. |
|                                                                    | Maximilian von Sachsen (1792)                                             | Öl auf Leinwand 70 × 56 cm                    | Nationalgalerie Parma | Prinz Maximilian von Sachsen (1759–1838) |
|                                                                    | Caroline von Bourbon-Parma (1792)                                         | Öl auf Leinwand 70,5 × 56 cm                  | Nationalgalerie Parma | Caroline von Bourbon-Parma (1770–1804), Tochter des Herzogs Ferdinand von Parma, Ehefrau von Prinz Maximilian von Sachsen (1759–1838) |
|                                                                    | Henriette Herz (1792)                                                     | Öl auf Leinwand 83 × 65 cm                    | Alte Nationalgalerie in Berlin | Henriette Herz (1764–1847), Salonnière, Ehefrau des Arztes Marcus Herz (1747–1803), der sich in seinem Brief vom 5. März 1792 persönlich bei Graff für das Porträt seiner Gattin bedankte. Nach ihrem Tod 1847 erwarb Schadow das Gemälde aus dem Nachlass. Aus dem Besitz der Nachfahren des Bildhauers gelangte das Porträt 1889 in die Sammlung der Nationalgalerie. |
|                                                                    | Detmar Basse (um 1792)                                                    | Radierung nach Ölgemälde                      | | Detmar Basse (1764–1836), Unternehmer und Kunstsammler. Kupferstich nach einer der seltenen Radierungen von Anton Graff. Graff fertigte die Radierung nach seinem 1792 geschaffenen Porträt von Basse. Basse verdankte Graff das Porträt mit einem Gedicht. Die Originalkupferplatte dazu, 19 cm × 12 cm groß, wurde in der 125. Auktion bei Boerner in Leipzig am 21. März 1914, Kat.-Nr. 228, versteigert. |
|                                                                    | Carl Wilhelm Benno von Heynitz (1793)                                     | Öl auf Leinwand 62,5 × 52,5 cm                | | Carl Wilhelm Benno von Heynitz (1738–1801), sächsischer Berghauptmann |
|                                                                    | Dietrich von Miltitz (1793)                                               | Öl auf Leinwand 81 × 66 cm                    | | Dietrich Freiherr von Miltitz (1769–1853), sächsischer und preußischer Offizier |
|                                                                    | Franz Volkmar Reinhard (1793)                                             | Öl auf Leinwand 79 × 56,5 cm                  | Universitätsbibliothek Tartu | Franz Volkmar Reinhard (1753–1812), evangelischer Theologe |
|                                                                    | Christoph Martin Wieland (1794)                                           | Öl auf Leinwand 70,5 × 56,5 cm                | | Christoph Martin Wieland (1733–1813), Schriftsteller |
|                                                                    | Adrian Iwanowitsch Diwow (1794)                                           | Öl auf Leinwand 132 × 99 cm                   | Puschkin-Museum in Moskau | Adrian Iwanowitsch Diwow (1749–1814), Geheimrat, Senator und Gesandter |
|                                                                    | Elisabeth Petrowna Diwowa (1794)                                          | Öl auf Leinwand 132 × 99 cm                   | Puschkin-Museum in Moskau | Elisabeth Petrowna Diwowa (1762–1813), geborene Buturlina, Hofdame, Ehefrau von Adrian Iwanowitsch Diwow |
| Christian Gottlob Einert. Gemälde von Anton Graff, 1794.           | Christian Gottlob Einert (1794)                                           | Öl auf Leinwand 75,5 × 59,5 cm                | Stadtgeschichtliches Museum Leipzig | Christian Gottlob Einert (1747–1723), Jurist und Bürgermeister von Leipzig |
|                                                                    | Selbstbildnis (1794/1795)                                                 | Öl auf Leinwand 168x 105 cm                   | Gemäldegalerie Alte Meister in Dresden | Anton Graff präsentierte dieses Selbstporträt 1795 auf der jährlichen Ausstellung an der Kunstakademie Dresden. Vermutlich aus dem Nachlass von Carl Anton Graff wurde das Gemälde 1832 für die Dresdner Gemäldegalerie angekauft. |
|                                                                    | Selbstbildnis (1795)                                                      |                                               | Gemäldegalerie Alte Meister in Dresden. Die Kopie eines früheren motivähnlichen Bildes (um 1776) befindet sich in den Staatlichen Museen zu Berlin. | Eigenhändige Teilreplik des Selbstporträts von 1794. Goethe äußerte sich zu diesem Bild, als er Johann Gotthard von Müller in Stuttgart besuchte, der das Hüftporträt in Kupfer stach: „Professor Müller’n fand ich an dem Graffischen Portrait, das Graff selbst gemahlt hat. Der Kopf ist ganz vortrefflich, das künstlerische Auge hat den höchsten Glanz; nur will mir die Stellung, da er über einen Stuhlrücken sich herüber lehnt, nicht gefallen, um so weniger da dieser Rücken durchbrochen ist und das Bild also unten durchlöchert scheint. Das Kupfer ist übrigens auf dem Wege gleichfalls sehr vollkommen zu werden.“ |
|                                                                    | Johann Rudolf Burckhardt (1795)                                           | Öl auf Leinwand 114,5 × 84 cm                 | Historisches Museum Basel im Haus zum Kirschgarten                                                                                                  | Johann Rudolf Burckhardt (1750–1813), Seidenfabrikant und Politiker. Im Hintergrund des Gemäldes sind Bücher sowie eine Statuette des Apollon zu sehen. |
|                                                                    | Friedrich August III. von Sachsen (1795)                                  | Öl auf Leinwand 226 × 137 cm                  | Gemäldegalerie Alte Meister in Dresden | Kurfürst Friedrich August III. von Sachsen (1750–1827) im weißen Uniformrock mit dem blauen Schulterband des Weißen Adlerordens, rechts auf dem Tisch der hermelinbesetzte Purpurmantel samt Kurfürstenhut und Kommandostab |
|                                                                    | Friedrich August von Sivers (1795)                                        | Öl auf Leinwand 74,5 × 59,0 cm                | Kadrioru Kunstimuuseum in Tallinn | Friedrich August von Sivers (1766–1823), baltischer Gutsbesitzer |
|                                                                    | Juliane Wilhelmine von Sivers (1795)                                      | Öl auf Leinwand 74,5 × 58,8 cm                | Kadrioru Kunstimuuseum in Tallinn | Juliane Wilhelmine Sophie von Sivers, Ehefrau von Friedrich August von Sivers (1766–1823), baltischer Gutsbesitzer |
|                                                                    | Christoph Kaufmann (1794)                                                 | Öl auf Leinwand 70 × 55 cm                    | | Christoph Kaufmann (1753–1795), schweizerischer Mediziner und Philosoph |
|                                                                    | Elise Kaufmann (1795)                                                     | Öl auf Leinwand 71 × 56 cm                    | Kunstmuseum Winterthur | Elise Kaufmann, geborene Ziegler, Ehefrau von Christoph Kaufmann (1753–1795), schweizerischer Mediziner und Philosoph |
| Heinrich Gottfried Bauer (1733–1811) (Anton Graff)                 | Heinrich Gottfried Bauer (um 1795)                                        | Öl auf Leinwand 71 × 56,5 cm                  | Gemäldegalerie Alte Meister in Dresden | Heinrich Gottfried Bauer (1733–1811), Rechtswissenschaftler und Rektor der Universität Leipzig |
| Heinrich Gottfried Bauer (1733–1811) (Anton Graff)                 | Johann Gottlieb Naumann (um 1795)                                         | Kreidezeichnung 269 × 209 cm                  | Kupferstichkabinett Dresden | Johann Gottlieb Naumann (1741–1801), Komponist |
|                                                                    | Christian Gottfried Körner (um 1795)                                      | Öl auf Leinwand 69,5 × 55,5 cm                | Stadtmuseum Dresden | Christian Gottfried Körner (1756–1831), Jurist und Schriftsteller |
|                                                                    | Christoph Johann Friedrich Graf von Medem (1796)                          | Öl auf Leinwand 70 × 56 cm                    | Eremitage in Sankt Petersburg | Christoph Johann Friedrich Graf von Medem (1763–1838), kaiserlich-russischer Kammerherr |
|                                                                    | Adrian Zingg (um 1796)                                                    | Öl auf Leinwand 160,5 × 98 cm                 | Kunstmuseum St. Gallen | Adrian Zingg (1734–1816), schweizerischer Maler und Kupferstecher. Vermutlich porträtierte Graff seinen Freund Zingg in der Gegend von Loschwitz mit Blick von oben auf die Elbe und das rechte Elbufer, dessen Hügelreihe im Dunst verschwindet. Im Hintergrund dienen zwei Schüler von Zingg als Staffage. |
|                                                                    | Carl von Brühl (1796)                                                     | Öl auf Leinwand 133 × 96,5 cm                 | Gemäldegalerie Alte Meister, Staatliche Kunstsammlungen Dresden                                                                                     | Graf Carl von Brühl (1772–1837), Generalintendant des Schauspiels und der Museen in Berlin |
|                                                                    | Hans Moritz von Brühl (1796)                                              | Öl auf Leinwand 134,5 × 97 cm                 | Gemäldegalerie Alte Meister, Staatliche Kunstsammlungen Dresden                                                                                     | Graf Hans Moritz von Brühl (1746–1811), preußischer Oberst und Generalintendant der Chausseen |
|                                                                    | Tina von Brühl (1796)                                                     | Öl auf Leinwand 134 × 98,5 cm                 | Gemäldegalerie Alte Meister in Dresden | Gräfin Johanna Margarethe Christine („Tina“) von Brühl (1756–1816), Ehefrau von Graf Hans Moritz von Brühl (1746–1811) |
|                                                                    | Wilhelmine Henry (1796)                                                   | Öl auf Leinwand 49 × 43 cm                    | Stiftung Stadtmuseum Berlin | Wilhelmine („Minette“) Henry (1789–1864), Enkelin von Daniel Chodowiecki, Ehefrau von Felix du Bois-Reymond (1782–1865) |
|                                                                    | Johann Heinrich Ziegler (1796)                                            | Öl auf Leinwand 71 × 57 cm                    | | Johann Heinrich Ziegler (1738–1818), schweizerischer Arzt, Chemiker und Unternehmer |
|                                                                    | Georg Leopold Gogel (1796)                                                | Öl auf Leinwand 130 × 95 cm                   | Eremitage in St. Petersburg | Georg Leopold Gogel, Schriftsteller |
|                                                                    | Elisa von der Recke (1797)                                                | Öl auf Leinwand 97,5 × 76 cm                  | Gemäldegalerie in Berlin | Elisa von der Recke (1754–1833), Tochter des Reichsgrafen Friedrich von Medem, Schriftstellerin, dargestellt im Freien, gestützt auf ein Mauerstück. Sie trägt ein schlichtes weißes Chemisenkleid mit grünblauem Busenband und gelbem Schal. In Anlehnung an die englische Bildnismalerei verlieh Graff ihr eine Armhaltung, die ihre edel gestimmte Seelenlage verdeutlichen soll. |
|                                                                    | Johann Adolf von Thielmann (1797)                                         | Öl auf Leinwand 200,0 × 114,0 cm              | Germanisches Nationalmuseum in Nürnberg | Freiherr Johann Adolf von Thielmann (1765–1824), Offizier in sächsischen, russischen und preußischen Diensten |
|                                                                    | Porträt eines Mannes (1798)                                               |                                               | Eremitage in St. Petersburg | |
|                                                                    | Heinrich Friedrich Innocenz Apel (1798)                                   | Öl auf Leinwand 75,5 × 59,5 cm                | Stadtgeschichtliches Museum in Leipzig | Heinrich Friedrich Innocenz Apel (1732–1802), sächsischer Jurist und Bürgermeister der Stadt Leipzig |
|                                                                    | August Wilhelm Iffland (1800)                                             | Öl auf Leinwand 240 × 160 cm                  | Schloss Charlottenburg in Berlin | August Wilhelm Iffland (1759–1814), Schauspieler, als Pygmalion im Melodrama von Jean-Jacques Rousseau (unten bezeichnet: A. Graff pinx: 1800). Iffland, bekleidet mit einer grauen Tunika und einer hellblauen Toga, ist der Frauenstatue zugewandt und im Begriff zu sagen: „Aber eine Seele fehlet dir, deine Gestalt kann ihrer nicht entbehren.“ Die Handbewegung des rechten Arms nimmt das Motiv von Michelangelos Beseelung Adams durch Gottvater auf. Im Hintergrund ist ein Höhleneingang sowie die Statue des Apoll von Belvedere zu sehen. |
|                                                                    | Probst Johann Joachim Spalding im Hausrock (1800)                         | Öl auf Leinwand 70 × 57 cm                    | Alte Nationalgalerie in Berlin | Johann Joachim Spalding (1714–1804), Theologe. Eigenhändige Replik von Anton Graff nach seiner ersten Fassung dieses Porträts. Graff soll die erste Fassung für sein bestes Porträt gehalten haben. Eine Farbstudie zu diesem Bild befindet sich in der Gemäldegalerie Berlin. |
|                                                                    | Daniel Chodowiecki (1800)                                                 | Öl auf Leinwand 71,0 × 56,4 cm                | Gemäldegalerie in Berlin Neue Pinakothek in München                                                                                                 | Daniel Chodowiecki (1726–1801), Kupferstecher, Freund und Geschäftspartner von Anton Graff. Auf der Tischkante links liegt ein Grabstichel. Nach dem Tod von Chodowiecki erhielt Graff das Porträt im Dezember 1801 zurück, wohl um davon Repliken anzufertigen. |
|                                                                    | Philipp Karl von Alvensleben (1800)                                       | Öl auf Leinwand 133 × 101 cm                  | | Philipp Karl von Alvensleben (1745–1802), preußischer Minister und Gesandter in Sachsen, mit Johanniterkreuz und Schwarzen Adlerorden |
|                                                                    | Henriette Herz (etwa 1800)                                                |                                               | | Henriette Herz (1764–1847), Salonnière, Ehefrau des Arztes Marcus Herz (1747–1803) |
|                                                                    | Betender alter Mann (1802)                                                | Öl auf Leinwand 71,5 × 57 cm                  | Museum der bildenden Künste in Leipzig | Schuster Johann Gottlob Reinhardt aus Dresden. Dazu meinte Philipp Otto Runge 1802 auf der Ausstellung der Kunstakademie Dresden anerkennend: „Von Graff ein Kopf eines alten Schusters ganz unvergleichlich…“ |
|                                                                    | Morgen (Die Elbe bei Blasewitz) (um 1800)                                 | Öl auf Leinwand 40 × 49 cm                    | Gemäldegalerie Alte Meister in Dresden | Elbschleife oberhalb Dresdens bei Blasewitz |
|                                                                    | Mittag (Plauen bei Dresden) (um 1800)                                     | Öl auf Leinwand 38 × 48,5 cm                  | Gemäldegalerie Alte Meister in Dresden | Häuser an der Weißeritz in Plauen bei Dresden |
|                                                                    | Abend (Eingang in den Plauenschen Grund bei Dresden) (um 1800)            | Öl auf Leinwand 38 × 50 cm                    | Gemäldegalerie Alte Meister in Dresden | Eingang in den Plauenschen Grund bei Dresden, der Wasserfall bei der Hegereiterbrücke |
|                                                                    | Nacht (Blasewitz bei Dresden) (um 1800)                                   | Öl auf Leinwand 39 × 48 cm                    | Gemäldegalerie Alte Meister in Dresden | Mondschein auf der Elbe in Blasewitz bei Dresden |
|                                                                    | Weibliches Bildnis (um 1800)                                              | Öl auf Leinwand 65 × 51 cm                    | | |
|                                                                    | Johann Christoph Adelung (1803)                                           | Öl auf Leinwand 73 × 58 cm                    | Sächsische Landesbibliothek – Staats- und Universitätsbibliothek Dresden                                                                            | Johann Christoph Adelung (1732–1806), deutscher Bibliothekar und Sprachforscher |
|                                                                    | Karl Wilhelm Ferdinand von Funck (1804)                                   | Öl auf Leinwand 77,5 × 61 cm                  | Gemäldegalerie Alte Meister in Dresden | Karl Wilhelm Ferdinand von Funck (1761–1828), sächsischer General |
|                                                                    | Selbstbildnis (1804)                                                      | Öl auf Leinwand 58,5 × 48 cm                  | Alte Nationalgalerie in Berlin | Kein Künstler hat sich im 18. Jahrhundert so häufig selbst dargestellt wie Anton Graff. Graff litt im fortgeschrittenen Alter an Sehschwäche. Mehrere Selbstbildnisse zeigen ihn deshalb mit Augenschirm oder mit Brille. |
|                                                                    | Carl Adolf von Carlowitz (1805)                                           | Öl auf Leinwand 224 × 133 cm                  | Gemäldegalerie Alte Meister in Dresden | Carl Adolf von Carlowitz (1771–1837), Majoratsherr auf Großhartmannsdorf und Liebstadt, in der Uniform eines Rittmeisters der sächsischen Garde du Corps, rechts im Hintergrund Schloss Kuckuckstein. Der untere Teil des Gemäldes wurde weitgehend zerstört und übermalt. Bei Johann Georg Meusel heißt es: „Stützt sich mit beiden Händen auf den Degenkorb.“ Der jetzt sichtbare, von einem späteren Restaurator gemalte Degen sitzt also falsch. Das Bild wurde auf der am 5. März 1806 eröffneten Ausstellung der Kunstakademie Dresden gezeigt, danach schrieb Hans Georg von Carlowitz an seinen Bruder am 16. März 1806: „Die Kunstausstellung ist vortrefflich (…) Dein Bild macht große Sensation, und es verdient es auch, es ist wirklich con amore gemalt (…) Sage mir, was Graff für ein Bild wie das Deinige nimmt. Vielleicht lasse ich mich für meine Frau malen, die mich erstaunend plagt, seit sie Dich gesehen hat.“ |
|                                                                    | Maria Josepha von Carlowitz (1805)                                        | Öl auf Leinwand 223 × 114 cm                  | Sächsische Landesbibliothek – Staats- und Universitätsbibliothek Dresden                                                                            | Maria Josepha von Carlowitz (1775–1834), geborene Gräfin von Pötting und Persing, Ehefrau von Carl Adolf von Carlowitz |
|                                                                    | Selbstbildnis (1805)                                                      | Öl auf Leinwand 71 × 56,6 cm                  | Gemäldegalerie Alte Meister in Dresden | |
|                                                                    | Johann Friedrich Bause (1807)                                             | Öl auf Leinwand 71 × 57,5 cm                  | Kunstmuseum Moritzburg in Halle (Saale) | Johann Friedrich Bause (1738–1814), deutscher Kupferstecher, fertigte über 40 Kupferstiche von Graffs Gemälden an. Das Bild zeigt Bause im Dreiviertelprofil nach links in dem von Graff bevorzugten Ausschnitt des Brustbildes. Er wird in der für ihn typischen Tätigkeit geschildert, eine Kupferplatte vor sich, den Grabstichel in der rechten Hand, als schaue er eben von der Arbeit auf. Goethe schrieb über das Porträt: „Glücklicher Weise existiert das Bild nach Graff von Bause, welches vollkommen den Mann darstellt, wie er auch uns erschienen, und zwar mit seinem Blick der Beschauung und Betrachtung.“ |
|                                                                    | Siegfried August Mahlmann (1807)                                          | Öl auf Leinwand 71 × 57 cm                    | | Siegfried August Mahlmann (1771–1826), deutscher Schriftsteller |
|                                                                    | Selbstbildnis (1808)                                                      | Öl auf Leinwand, doubliert 69 × 56 cm         | Schweizerisches Institut für Kunstwissenschaft in Zürich                                                                                            | |
|                                                                    | Karl Ludwig Kaaz (1808)                                                   | Öl auf Leinwand 76 × 62,5 cm                  | Kunsthalle Hamburg | Karl Ludwig Kaaz (1773–1810), deutscher Maler, Schwiegersohn von Anton Graff |
|                                                                    | Friedrich Wilhelm Heinrich von Trebra (1808)                              | Kreidezeichnung 377 × 277 cm                  | | Friedrich Wilhelm Heinrich von Trebra (1740–1819), sächsischer Berghauptmann |
|                                                                    | Selbstbildnis (1809)                                                      | Öl auf Leinwand 200 × 118 cm                  | Museum der bildenden Künste in Leipzig | Graff vor der Staffelei, das linke Knie auf einen Polsterstuhl stützend. Dies Bild befand sich im Besitz von Konstantin Karl Falkenstein, Johan Christian Clausen Dahl sowie Carl Anton Graff und wurde 1906 aus dem Besitz der Familie von Savigny erworben. Dem Museum gehört auch die Kompositionsstudie zu diesem Gemälde, eine weiß gehöhte Kohle- und Kreidezeichnung auf braunem Papier. |
| Carl Anton Graff (1809). Porträtiert von seinem Vater Anton Graff. | Carl Anton Graff (1809)                                                   | Öl auf Leinwand 152,5 × 98 cm                 | Nationalmuseum Oslo | Carl Anton Graff (1774–1832), Maler, Sohn von Anton Graff |
|                                                                    | Karl Friedrich Demiani (1810)                                             | Öl auf Leinwand 61,8 × 49,5 cm                | Gemäldegalerie Berlin | Karl Friedrich Demiani (1768–1823), deutscher Maler, Erster Inspektor der Gemäldegalerie Alte Meister in Dresden. In der Rechten scheint Demiani eine mit wenigen Farbstrichen angedeutete Miniatur zu halten. Eine 1810 entstandene Studienzeichnung Graffs, die ebendiese Hand schildert, wird im Leipziger Museum der bildenden Künste bewahrt. |
|                                                                    | Johann Jakob Mesmer (1810)                                                | Öl auf Leinwand 67 × 52 cm                    | | Johann Jakob Mesmer (1740–1814), reformierter Prediger in Dresden |
|                                                                    | Johann Georg Friedrich von Einsiedel                                      | Öl auf Leinwand 93 × 73 cm                    | | Johann Georg Friedrich von Einsiedel (1730–1811), sächsischer Minister |
|                                                                    | Bildnis eines Mannes (1810)                                               | Öl auf Leinwand 68,5 × 53,5 cm                | | |
|                                                                    | Detlev Carl von Einsiedel (vor 1813)                                      | Öl auf Leinwand 84 × 64,5 cm                  | Gemäldegalerie Dresden | Detlev Carl von Einsiedel (1737–1810), sächsischer Minister und Unternehmer |
|                                                                    | Detlev von Einsiedel (vor 1813)                                           | Öl auf Leinwand 69,5 × 52 cm                  | | Detlev von Einsiedel (1773–1861), sächsischer Staatsmann und Eisenhüttenunternehwer |
|                                                                    | Dora Stock (vor 1813)                                                     | Öl auf Leinwand oval 70 × 55 cm               | Goethe-Haus in Frankfurt am Main | Johanna Dorothea Stock (1759–1832), Malerin |
|                                                                    | Johann Gottlob Reinhardt (vor 1814)                                       | Öl auf Leinwand                               | Kunstsammlung der Universität Göttingen | Johann Gottlob Reinhardt, Schuhmacher in Dresden, Modell für den „Betenden alten Mann“ von 1802 |
|                                                                    | Herzogin Philippine Charlotte von Braunschweig                            | Öl auf Leinwand 137 × 99 cm                   | | Herzogin Philippine Charlotte von Braunschweig (1716–1801), Tochter von Friedrich Wilhelm I. von Preußen, Ehefrau von Karl I. von Braunschweig-Wolfenbüttel |
|                                                                    | Selbstbildnis „mit dem grünen Augenschirm“ (1813)                         | Öl auf Leinwand 65 × 51 cm                    | Alte Nationalgalerie in Berlin | Graffs Biograph Ulrich Hegner schreibt 1815 im XI. Neujahrsstück der Zürcher Künstler-Gesellschaft (S. 15) über das letztes Selbstbildnis: „Nur wenige Monathe vor seinem Ende malte er noch sein eignes Bild, das an geistiger Behandlung und Aehnlichkeit keinem nachsteht, obgleich mehr mit den Augen des Verstandes als mit leiblicher Sehkraft gefasst, und mit zitternder Hand hingeworfen.“ |